# Alfred Schönherr
Alfred Schönherr (ur. 1 października 1909 w Chemnitz, zm. 9 kwietnia 1986 w Berlinie) – niemiecki komunista, pułkownik Stasi.

## Życiorys
Od 1924 uczeń elektryka i elektryk, 1931 wstąpił do KPD, 1935 aresztowany przez gestapo i uwięziony, 1941 zwolniony. Od 1942 pracował jako elektromonter, 1944 ponownie aresztowany, po zakończeniu wojny wstąpił do wschodnioniemieckiej policji. 1945–1948 był naczelnikiem policji kryminalnej Berlina, 1948–1949 szef wydziału policji kryminalnej Niemieckiego Zarządu Spraw Wewnętrznych, 1950–1951 słuchacz Wyższej Szkoły Partyjnej "Karol Marks" przy KC SED (Parteihochschule Karl Marx), 1951–1952 szef Wydziału I/4 (Berlin Zachodni) Głównego Wydziału I (wywiad polityczny) Służby Wywiadowczej Polityki Zagranicznej. Od 1 lipca 1952 do lipca 1953 szef Wydziału I/1 Głównego Wydziału I Służby Wywiadowczej Polityki Zagranicznej NRD, od lipca 1953 do maja 1955 szef wydziału Głównego Wydziału I Głównego Wydziału XV Stats-Sekretariatu Bezpieczeństwa Państwowego Ministerstwa Spraw Wewnętrznych NRD, od 1954 pułkownik, od listopada 1955 do marca 1956 I sekretarz organizacji partyjnej SED w Głównym Wydziale XV MBP NRD, od kwietnia 1956 do kwietnia 1957 I sekretarz rejonowego komitetu SED w MBP NRD, członek Kolegium MBP NRD. Od 21 maja do grudnia 1957 szef Inspekcji Kontrolnej MBP NRD, od grudnia 1957 do 1958 zastępca szefa Okręgowego Zarządu Stasi we Frankfurcie nad Odrą ds. operacyjnych, 1958 instruktor rejonowego komitetu SED w MBP NRD, 1958–1959 zastępca dowódcy Berlińskiego Pułku Ochronnego ds. politycznych – szef wydziału politycznego, 1959–1962 szef Głównego Zarządu Wykonywania Kar MSW NRD, oficer MBP do zadań specjalnych, następnie na emeryturze. Z racji sprawowanych funkcji był „skoszarowany” w partyjno-rządowym osiedlu kierownictwa NRD wokół Majakowskiring w Berlinie-Pankow. Odznaczony Orderem Zasługi dla Ojczyzny w Złocie (1974).